# Insershow
Insershow es un proyecto de varios músicos que durante años han tocado en diferentes grupos de Barcelona (Cataluña) aportando diferentes estilos y características musicales dentro del ambiente musical y alternativo de la ciudad.
Es una banda de versiones punk y rock de bandas de los 80 y 90. En sus conciertos se reparten unas hojas con una lista de temas para que el público pueda elegir el repertorio. También invitan al público a subir al escenario a cantar con el grupo.

## Historia
El grupo se forma en el 2002, cuando «Gos» (L'Odi Social, Monstruación), «Merino» (Vergüenza Ajena, Empercutidos, Terroristas del Son) y Karlos (LSD) se juntan para tocar versiones de Barricada y otros grupos de la escena punk y rock de los 80. 
Pronto se une a ellos «Chiko» (guitarra) y en el 2003 empiezan a tocar en fiestas alternativas y centros sociales okupados de diferentes barrios de Barcelona y alrededores. Es entonces cuando llega al grupo Toni (técnico de Monstruación, Código Neurótico, Discípulos de Otilia, ...)
En el 2004 «Chiko» deja la banda y poco tiempo después le sustituye Manolo (Empercutidos, Aluminosis, Bola Extra) que dejaría el grupo en el 2009. «Ivan» (Falta aprendiz, Malastrugança) coge el relevo. Más tarde, «Carlets» (33cl) que ya había participado en el grupo sustituyendo a «Manolo» ocasionalmente, se incorpora a la banda.
En 2022 «Clara» (La Purria, ...) sustituye a «Merino» como cantante.

## Enlaces
- Página Web de Insershow

- Datos: Q2842776